# Antoni Kapliński
Antoni Mieczysław Kapliński (ur. 20 stycznia 1938 w Głusku, zm. 27 lutego 2019 w Warszawie) – polski redaktor, dyplomata, agent wywiadu.

## Życiorys
Redaktor naczelny Instytutu Wydawniczego „Pax”. Jako korespondent „Słowa Powszechnego” w Rzymie był kontaktem operacyjnym wywiadu PRL pod pseudonimem „Vago”. Przez wiele lat pracował w Ambasadzie RP przy Stolicy Apostolskiej, w tym w latach 1994–1995 był chargé d’affaires RP przy Stolicy Apostolskiej.
23 października 2003 otrzymał Krzyż Komandorski z Gwiazdą Orderu Świętego Grzegorza Wielkiego.
Syn Józefa i Ewy. Pochowany na Cmentarzu Powązkowskim w Warszawie.